# Cape Krusenstern National Monument
Le Cape Krusenstern National Monument et le Cape Krusenstern Archeological District est un monument national américain et un National Historic Landmark se situant au cap Krusenstern, dans le nord ouest de l'Alaska.

## Description
Le cap Krusenstern est principalement une plaine côtière, contenant de grands lagons et des collines de calcaire. Il s'agit d'une langue de terre large de quelques kilomètres (cinq tout au plus), bordée de 114 plages. Formées, une à une, depuis 10 000 ans, ces plages conservent des vestiges archéologiques des différentes civilisations passées dans la région. Les terres à l’intérieur du monument, qui se trouve entièrement au-dessus du Cercle polaire arctique, sont toutes de la toundra dans laquelle le pergélisol domine les sols et la végétation.

## Faune

### Mammifères
La région côtière abrite une variété de grands mammifères terrestres et marins. Les caribous sont abondants, on trouve aussi des boeufs musqués. Les grands prédateurs comprennent les ours bruns et les meutes de loups. Les petits mammifères sont les lièvres d’Amérique et les lièvres arctiques, les belettes, les visons, les loutres, les porcs-épics et quelques gloutons. Les mammifères marins dans ou à proximité des eaux du monument comprennent les rorquals communs, les baleines boréales, les baleines grises et les bélugas. Les espèces de phoques comprennent les phoques annelés, phoques tachetés, phoques barbus, et occasionnellement des morses. Les phoques annelés sont chassés par les chasseurs indigènes, et parfois les bélugas et les morses sont également chassés.

### Oiseaux
Des oiseaux aquatiques de toutes sortes nichent dans le monument. Les espèces nicheuses comprennent le cygne siffleur, le canard colvert, la sarcelle d’hiver, l’eider à duvet, la bernache du Canada, le grèbe esclavon et le grèbe à bec étroit. Les grues du Canada nichent également dans la toundra, avec des plongeons huards, des plongeons arctiques et des huards à bec jaune. Les oiseaux de mer comprennent les goélands bourgmestres, les sternes arctiques, les labbes et les guillemots marmettes. Les oiseaux terrestres comprennent le lagopède des saules et le lagopède alpin. Les rapaces incluent le faucon pèlerin, le harfang des neiges et l’autour des palombes. Les espèces menacées au cap Krusenstern comprennent le courlis esquimau, peut-être éteint, ainsi que l’eider à lunettes et l’eider de Steller, menacés.

## Galerie

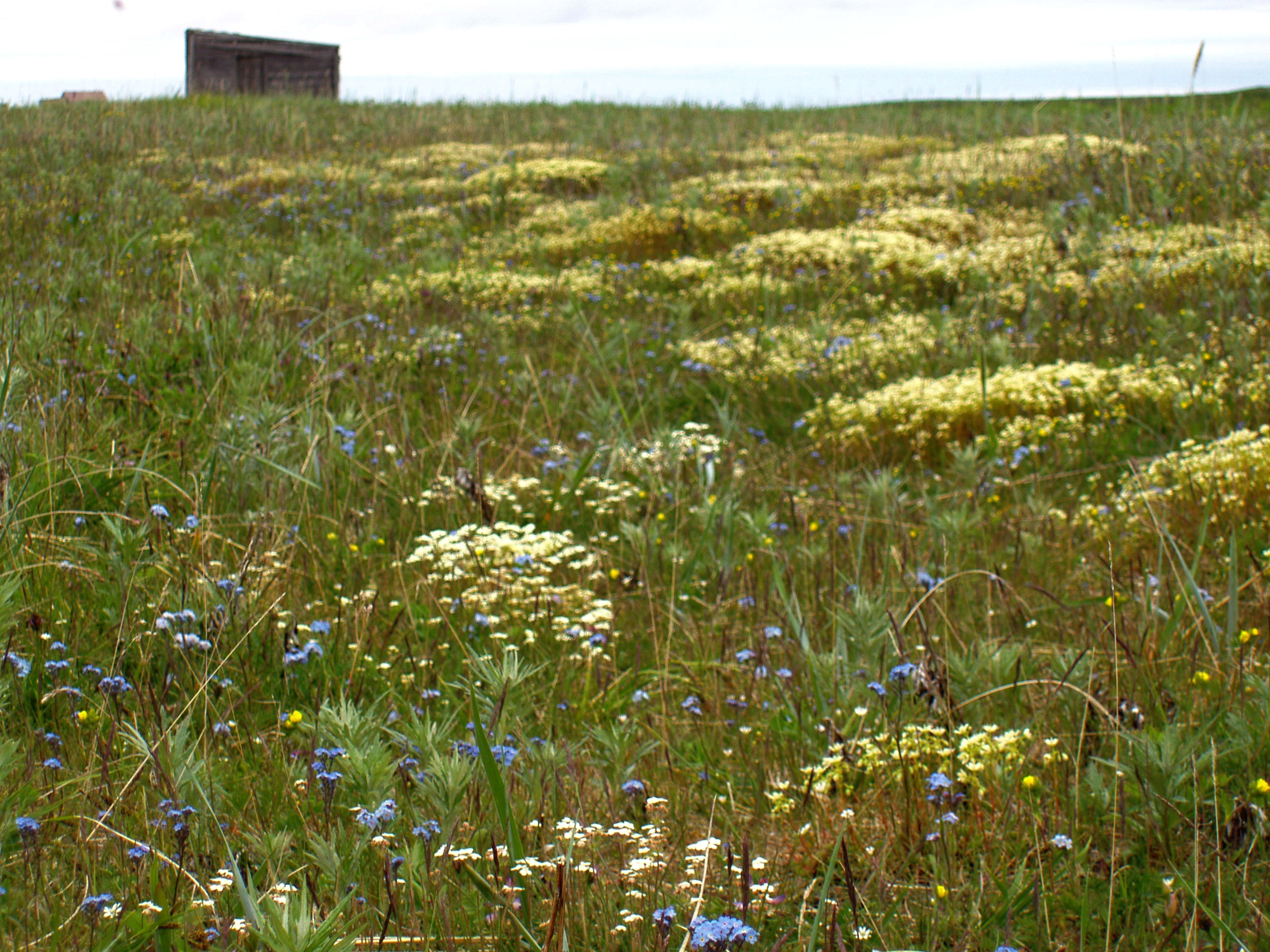
Fleurs de printemps.
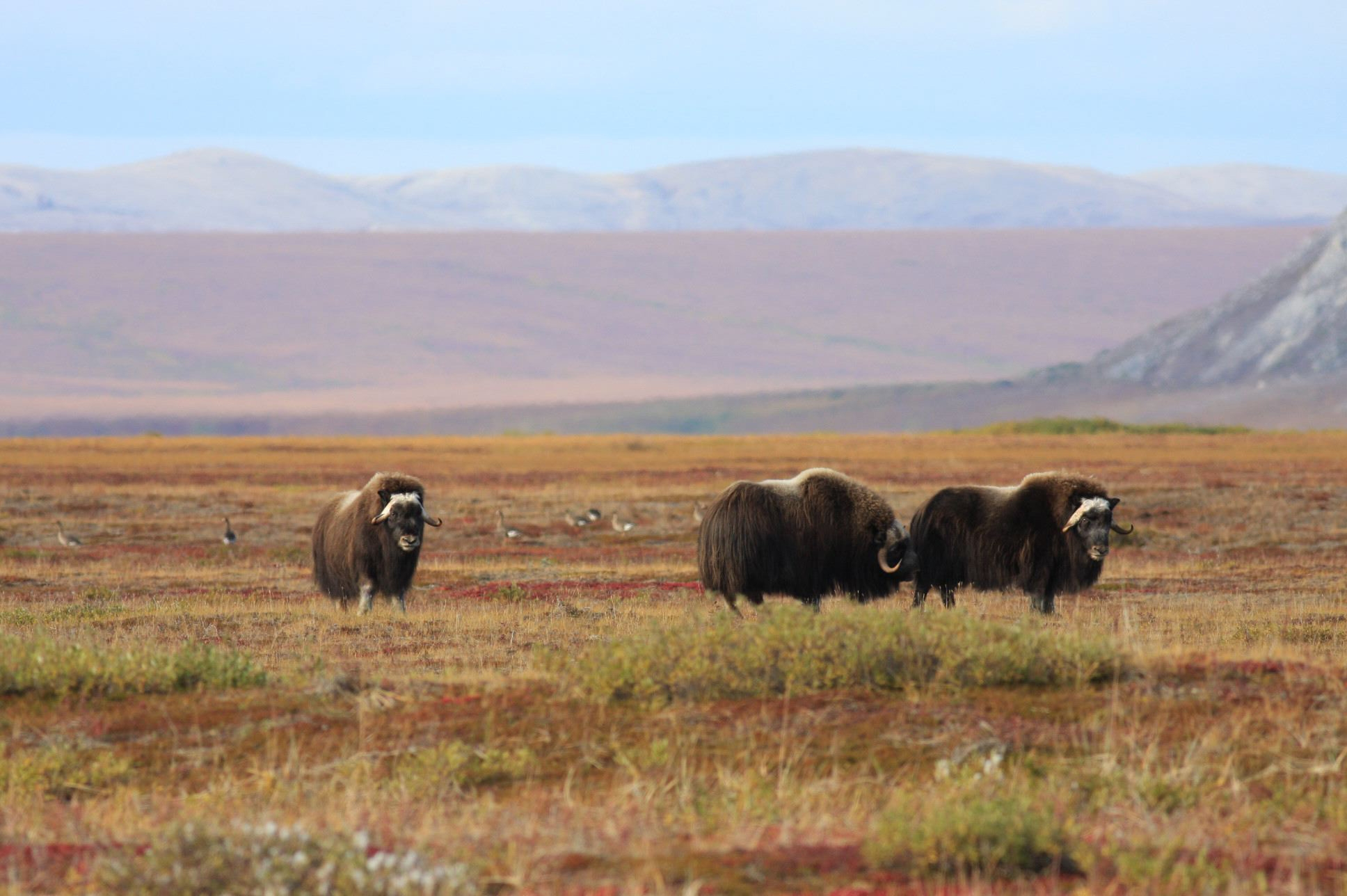
Bœufs musqués.
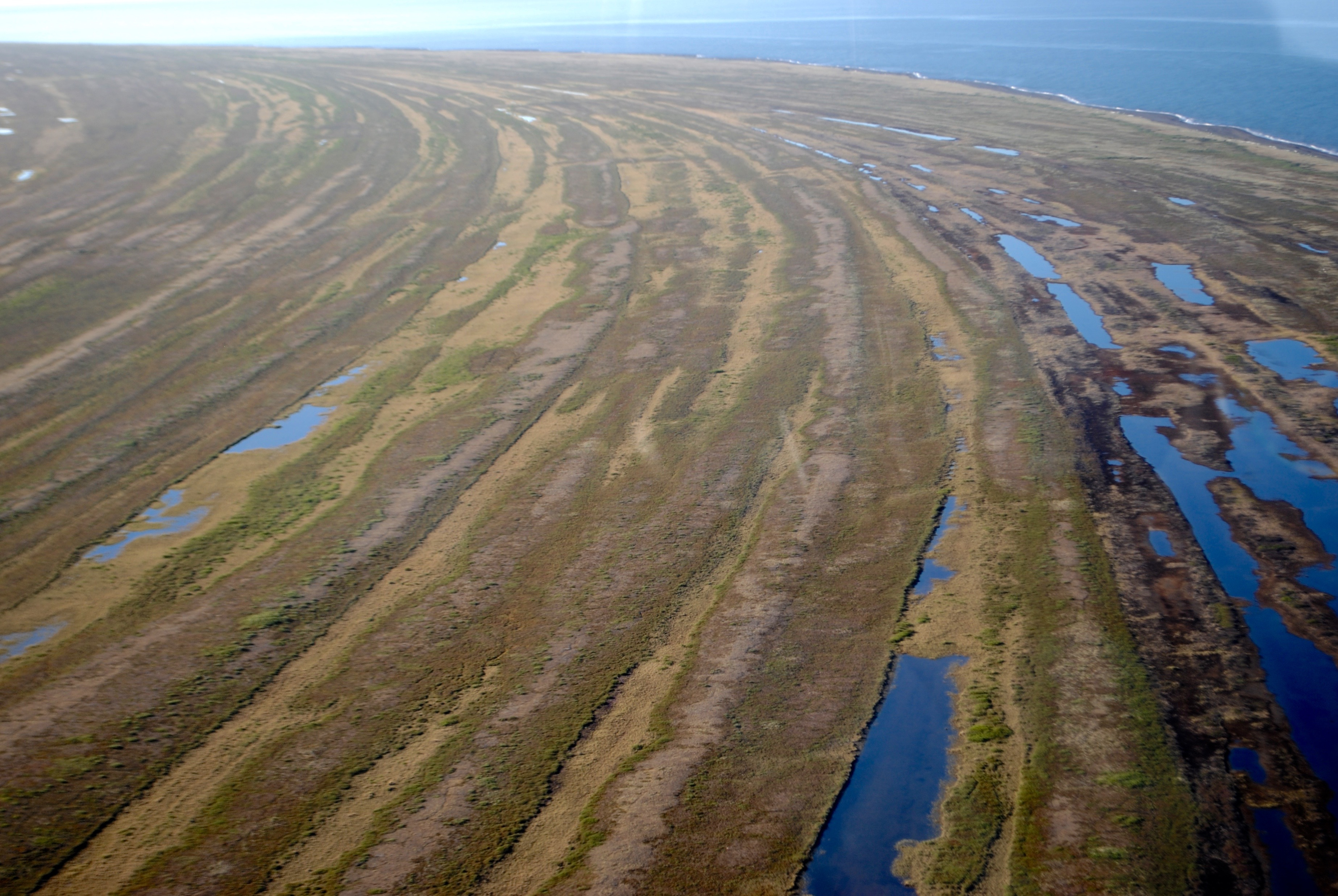
Bords de plages.
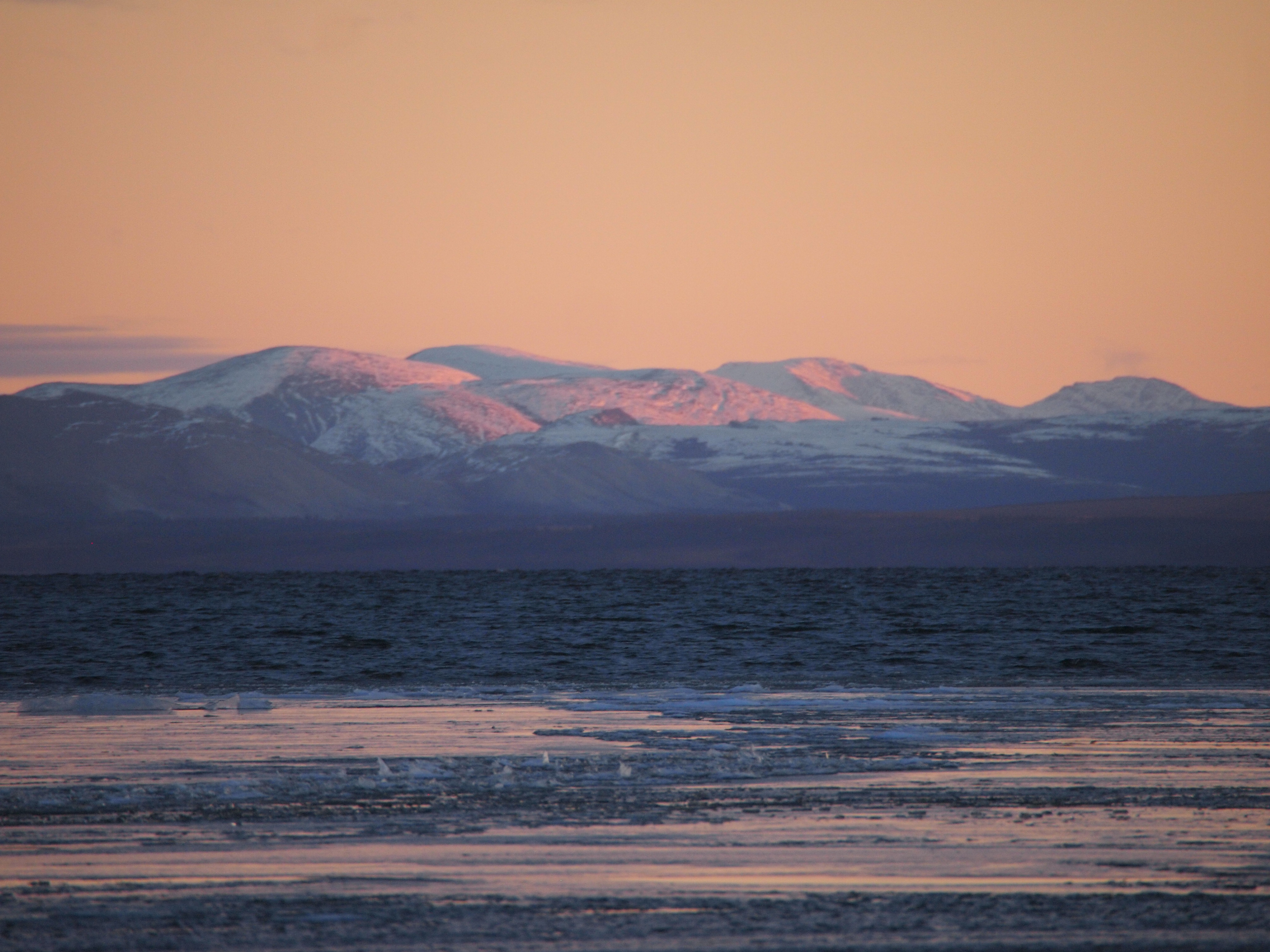
Montagnes.